# Rafael del Riego
Rafael del Riego y Flórez (Tuña, 7 de abril de 1784-Madrid, 7 de noviembre de 1823) fue un militar y político liberal español que en 1820 encabezó el pronunciamiento que lleva su nombre que resultó en la pérdida definitiva del Imperio español en América y que  en España puso fin al absolutismo de Fernando VII, dando paso a un régimen constitucional. Riego también dio nombre al famoso himno decimonónico conocido como Himno de Riego, adoptado por los liberales durante la monarquía constitucional y, más tarde, por los republicanos españoles. Murió ahorcado tras la restauración del absolutismo que puso fin al Trienio Liberal (1820-1823).

## Biografía

### Primeros años

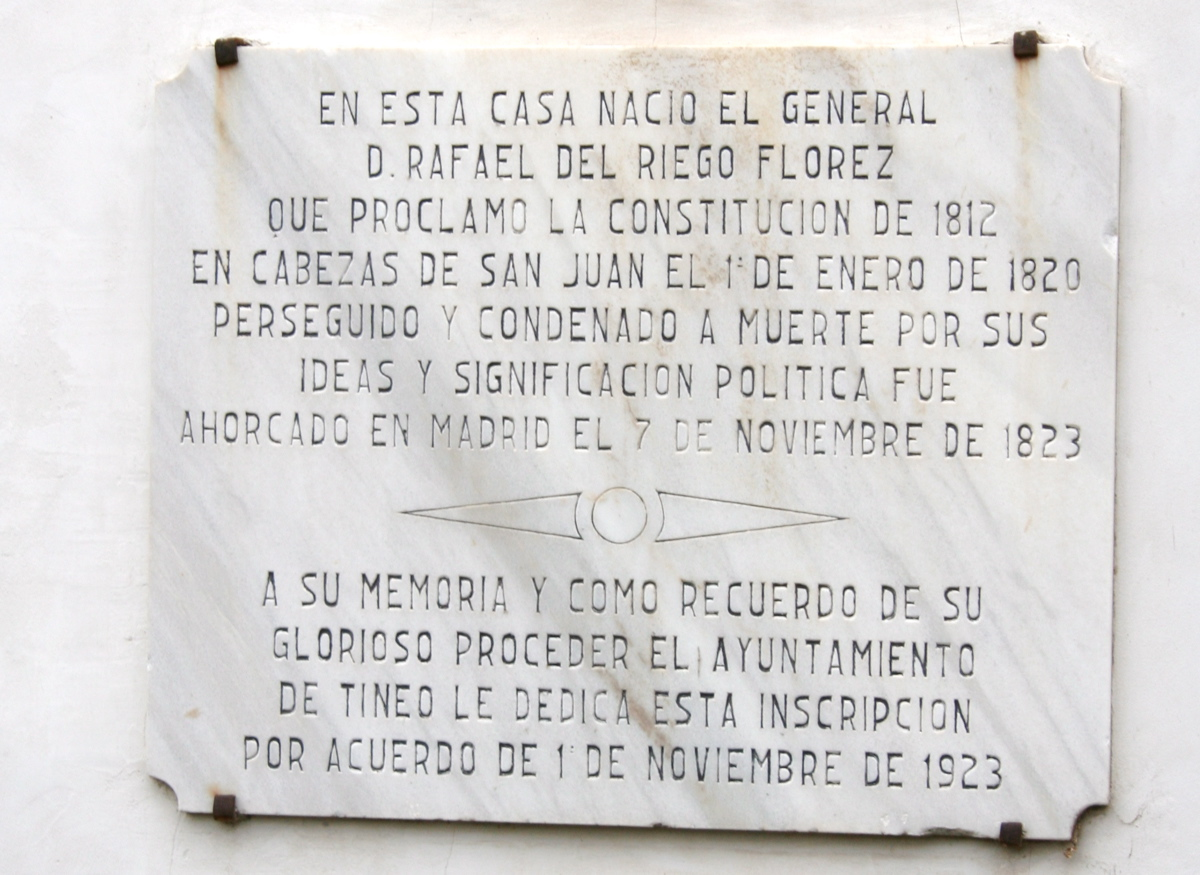
Placa conmemorativa en la casa natal en Tuña (Asturias)

Rafael del Riego Flórez nació en el seno de una familia hidalga asturiana el 7 de abril de 1784. Su padre, Eugenio Antonio del Riego y Núñez, era administrador general de Correos y poeta. Su madre se llamaba Teresa Flórez Valdés. Estudió en la Universidad de Oviedo donde obtuvo el título de bachiller y donde también estudió parte de la carrera de Leyes y el primer año de Cánones.
En 1807 se trasladó a Madrid para emprender la carrera militar, como tantos otros hijos de la baja nobleza asturiana venida a menos (las otras alternativas eran la administración civil y la Iglesia; esta última es la que eligió su hermano mayor Miguel del Riego, canónigo). Tras presentar las preceptivas pruebas de limpieza de sangre ingresó en la Guardia de Corps (concretamente en la Compañía americana de tropas de la Real Persona). Cuando en marzo de 1808 estalló el motín de Aranjuez su unidad se encontraba allí.

### Guerra de la Independencia y cautiverio en Francia
Cuando se produjo el levantamiento del 2 de mayo en Madrid, Riego se encontraba confinado en Aranjuez por haber desobedecido las órdenes del mariscal Joaquim Murat, que comandaba las tropas napoleónicas en España. Consiguió escapar disfrazado de pastor con la intención de llegar a Asturias y hacer frente desde allí a la invasión francesa. Cuando llegó a Villalpando (Zamora) fue encarcelado acusado de ser un espía francés («el aspecto de caballerete de buena familia que se advertía tras su indumentaria de pastor puso en guardia a aquel grupo de patriotas»). Gracias a que lo reconoció un franciscano que había vivido en su pueblo natal pudo abandonar la prisión y proseguir su viaje a Asturias. En León se encontró con su hermano el canónigo que estaba allí como enviado de la Junta Suprema de Asturias que había sido creada para organizar la resistencia contra los franceses.
Al llegar a Oviedo fue nombrado capitán del regimiento de Infantería de Tineo y, como tal, se incorporó al estado mayor del general Acevedo, que estaba organizando un ejército con el que unirse a las tropas comandadas por el general Blake. A principios de noviembre el ejército de Acevedo fue derrotado en la batalla de Espinosa de los Monteros (Burgos) y el 13 de noviembre el capitán Riego fue hecho prisionero en Reinosa por las tropas francesas que perseguían a los restos del ejército español. «Al parecer, el joven oficial tuvo ocasión de huir antes de la llegada de los franceses, pero prefirió quedarse junto al general Acevedo, gravemente herido, aun a riesgo de caer en poder del enemigo, como así fue».
Fue deportado a Francia donde pasó el resto de la guerra. Fue confinado en los «depósitos» de Dijon, de Mâcon y, finalmente, de Chalon-sur-Saône, cerca de la frontera suiza. Allí vivió con muchas privaciones en un régimen de semi-libertad —subsistía gracias al dinero que le enviaba su familia, cuando efectivamente llegaba el «deseado socorrillo»—. «Era una existencia parecida a la de un exiliado político». Se discute si fue durante el cautiverio en Francia cuando Riego adoptó el ideario del liberalismo e incluso si ingresó en la masonería. El historiador Juan Francisco Fuentes recuerda que «las ideas ilustradas y una cierta cultura liberal formaban parte del ambiente familiar en que se había educado» Rafael del Riego y en cuanto a su afiliación a la masonería señala que existen testimonios a favor y en contra. Lo que sí hizo durante su cautiverio fue aprender francés e inglés y tomar algunas lecciones de comercio.
A finales de 1813 consiguió escapar de Chalon-sur-Saône a Suiza y, tras atravesar Alemania, en Holanda logró embarcar a Londres en enero de 1814. De Londres viajó a Plymouth y allí cogió un barco que le llevó a La Coruña. Llegó a tiempo para jurar la Constitución de 1812 ante el general Lacy, antes de que en mayo fuera derogada por el rey Fernando VII tras su vuelta del cautiverio en Francia, restableciendo así la monarquía absoluta. Durante el sexenio absolutista (1814-1820) Riego pasó por diversos destinos (Madrid, Bilbao, Logroño, La Carolina) hasta que en noviembre de 1819, con el grado de teniente coronel, fue nombrado jefe del 2º batallón del Regimiento de Asturias acantonado en Las Cabezas de San Juan, a la espera de ser embarcado para América, con el fin de sofocar la rebelión de las provincias. Tenía entonces treinta y cinco años. «Sus biógrafos dan por seguro que había ingresado ya en las sociedades secretas, en caso de no haberlo hecho en Francia durante su cautiverio», afirma Juan Francisco Fuentes.

### Pronunciamiento de 1820

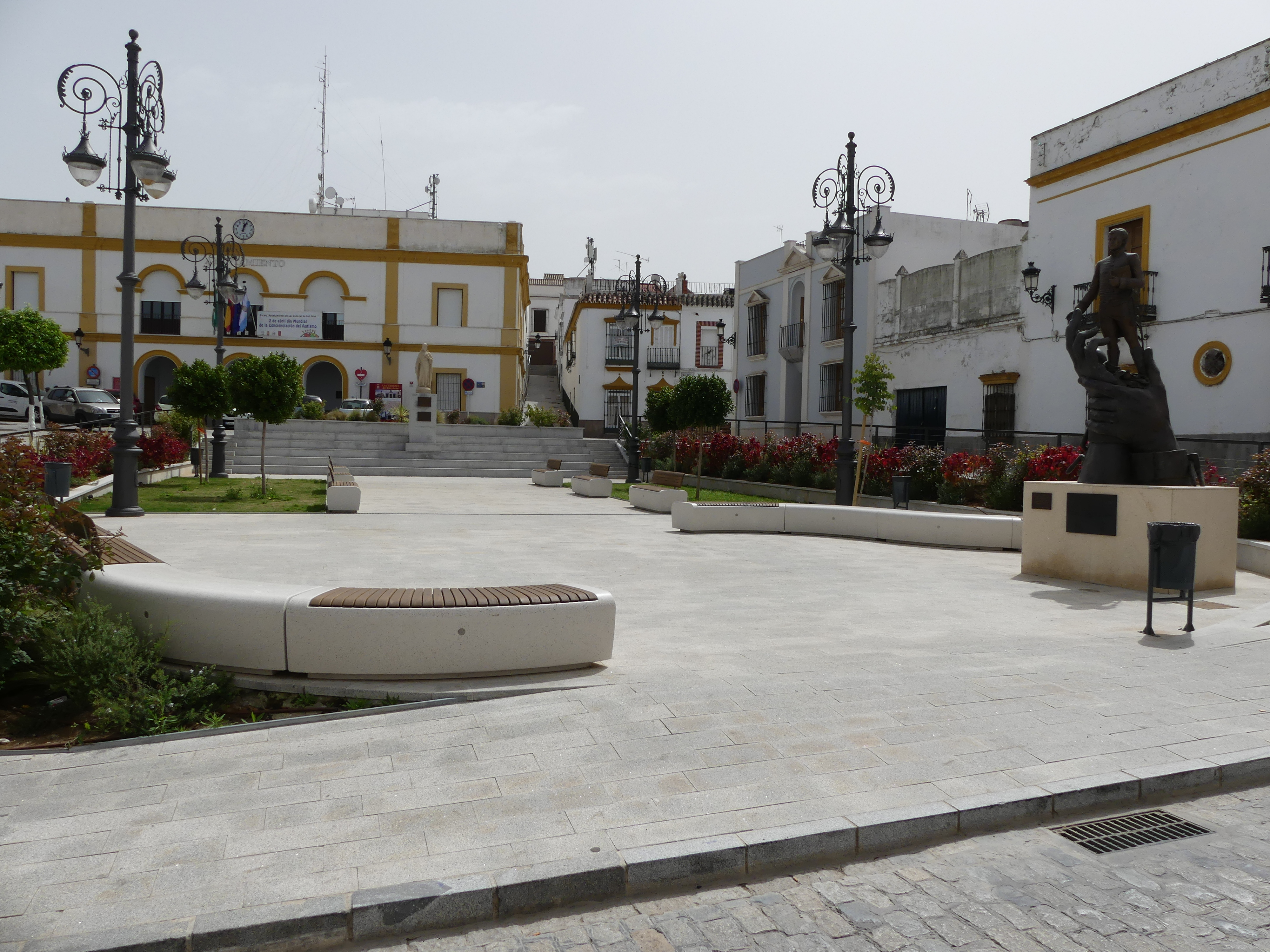
Plaza de la Constitución de Las Cabezas de San Juan, con el Ayuntamiento al fondo. Fue el lugar donde inició el teniente coronel Rafael del Riego su pronunciamiento.

El 1 de enero de 1820 Rafael del Riego sublevó al 2º batallón del Regimiento de Asturias que se encontraba acantonado en Las Cabezas de San Juan y que formaba parte del cuerpo expedicionario reunido por el gobierno de Fernando VII para sofocar la sublevación de las colonias de América. Les lanzó a los oficiales y a los soldados bajo su mando la siguiente arenga a favor de la Constitución de 1812 —Riego se pronunció, de ahí el término «pronunciamiento» que nació entonces—:

«Soldados, mi amor hacia vosotros es grande. Por lo mismo yo no podía consentir, como jefe vuestro, que se os alejase de vuestra patria, en unos buques podridos, para llevaros a hacer una guerra injusta al nuevo mundo (…). España está viviendo a merced de un poder arbitrario y absoluto, ejercido sin el menor respeto a las leyes fundamentales de la nación. El rey, que debe su trono a cuantos lucharon en la guerra de la Independencia, no ha jurado, sin embargo, la Constitución; la Constitución, pacto entre el monarca y el pueblo, cimiento y encarnación de toda nación moderna. La Constitución española, justa y liberal, ha sido elaborada en Cádiz entre sangre y sufrimiento. Mas el rey no la ha jurado y es necesario, para que España se salve, que el rey jure y respete la Constitución de 1812, afirmación legítima y civil de los derechos y deberes de los españoles, de todos los españoles, desde el Rey al último labrador. [...] Sí, sí, soldados, la Constitución. ¡Viva la Constitución!

Mapa del pronunciamiento de Riego. La línea negra muestra el recorrido que hicieron las tropas sublevadas desde Las Cabezas de San Juan. Aparecen también las ciudades cuyas guarniciones se fueron sumando al pronunciamiento.

Tras haber fracasado en la toma de Cádiz (previamente habían detenido en Arcos de la Frontera al general en jefe del ejército expedicionario, el conde de Calderón), las tropas sublevadas por Riego iniciaron el 27 de enero una difícil y larga marcha por Andalucía, proclamando la Constitución de 1812 y deponiendo a las autoridades absolutistas en las localidades que atravesaban. No encontraron mucha resistencia, pero no tuvieron noticias de otras guarniciones que se hubieran sumado a la sublevación. Para mantener alta la moral uno de los oficiales, el futuro general Evaristo Fernández de San Miguel, compuso un himno patriótico que pronto sería conocido como el Himno de Riego (que ciento once años después se convertiría en el himno oficial de España durante la Segunda República). El estribillo decía:

Soldados, la patria
 nos llama a la lid,
 juremos por ella
 vencer o morir.

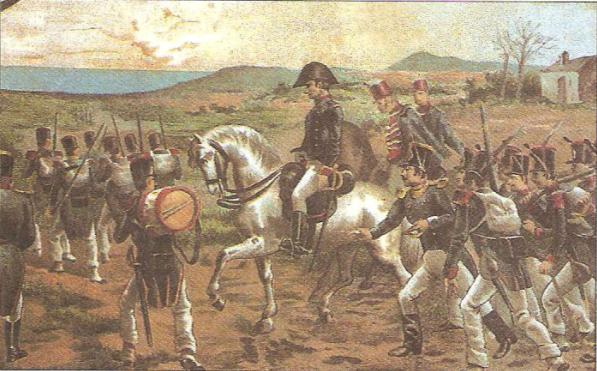
Rafael del Riego seguido de los militares que han secundado el pronunciamiento en Andalucía.

Estuvieron deambulando por Andalucía durante casi dos meses y cuando el 11 de marzo ya se dirigían a Portugal dando la causa por perdida —la columna de Riego había quedado reducida a unos cincuenta hombres— recibieron la noticia de que el rey Fernando VII dos días antes había aceptado restablecer la Constitución después de que el gobierno absolutista hubiera sido incapaz de sofocar las sublevaciones de varias guarniciones de la periferia que habían seguido el ejemplo de Riego. El día 10 de marzo el rey publicó el Manifiesto del rey a la Nación española en el que mostraba su apoyo a la Constitución: «Marchemos francamente, y yo el primero, por la senda constitucional». Comenzó así el Trienio Liberal.

### Trienio Liberal

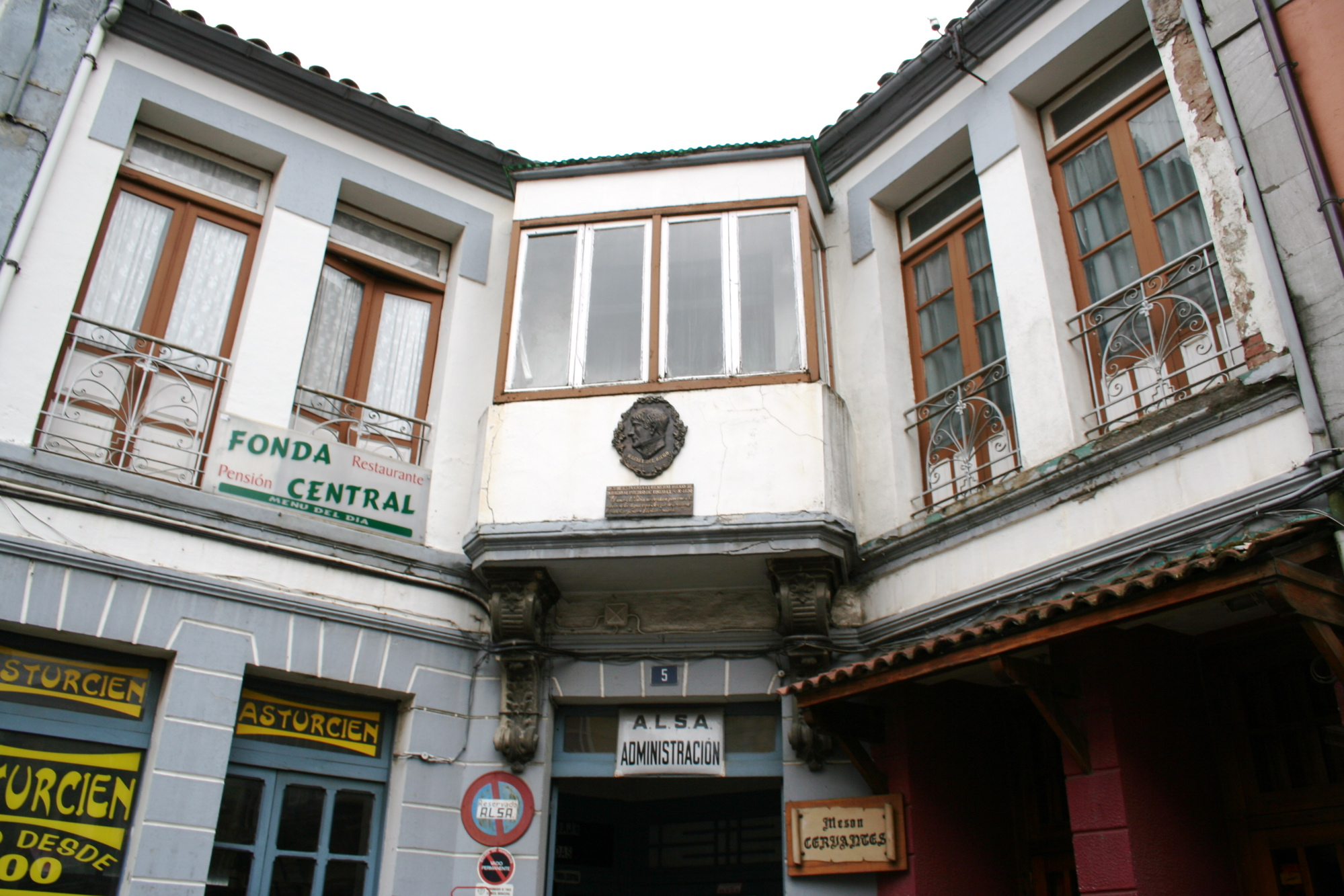
Balcón en Tineo desde el que el general Riego dirigió su discurso el 4 de octubre de 1820.

Como ha destacado Juan Francisco Fuentes, tras el pronunciamiento Rafael del Riego pasó de ser «un oscuro teniente coronel, de treinta y cinco años, al mando de un destacamento a punto de embarcar para América, a convertirse en símbolo viviente de la revolución liberal española». Cuando el 13 de marzo se enteró de que el rey Fernando VII había aceptado jurar la Constitución, Riego, todavía convaleciente de sus heridas, se trasladó a Sevilla donde fue recibido como un héroe. Su retrato fue paseado en procesión por las calles. Después de Sevilla se sucedieron los homenajes y las procesiones cívicas, en las que en muchas ocasiones se tocaba y cantaba la marcha compuesta por Evaristo San Miguel durante la expedición por Andalucía y que enseguida fue conocida como el Himno de Riego. El himno también formó parte de las funciones patrióticas que se organizaron, como la que se celebró en La Fontana de Oro de Madrid. En Cádiz, a donde Riego llegó a principios de abril, un grupo de personas desengancharon los caballos de su carruaje para tirar de él durante el recorrido por la ciudad. Poco después Riego, como otros de los militares sublevados, fue ascendido a general («Mi Rey es feliz, mi patria libre: este es todo mi premio», le escribió a Fernando VII intentando inútilmente rechazar su nuevo empleo).
El 4 de agosto de 1820 el «Ejército de la Isla», la fuerza militar que había protagonizado el pronunciamiento y cuyo comandante en jefe era Riego, fue disuelto por orden del Gobierno (que en compensación había nombrado a Riego dos días antes capitán general de Galicia). La reacción de Riego fue ir a Madrid a intentar que el Gobierno revocara la decisión. Presentó sendos escritos al Gobierno, al rey y a las Cortes en los que decía:

Una mano enemiga del bien dirige las operaciones del ministerio, y con destreza conduce a su perdición a la Nación. [...] [La disolución del «Ejército de la Isla» es] un proyecto que solo pueden oírlo sin horror aquellos hijos bastardos de la Patria, que desean verla sin apoyo para devorarla con el furor que hoy los consume y que no pueden explicar sino disolviendo el ejército que la ha salvado.[...]
El Congreso sabe que las circunstancias en que se halla la Nación son todavía difíciles y precarias, porque apenas ha comenzado en sus importantes deliberaciones, y porque la estabilidad de las instituciones constitucionales no pueden asegurarlas sino el tiempo y una fuerza protectora en quien se estrellen las empresas de los descontentos que no pueden dejar de aumentarse al experimentar las mutaciones de un sistema tan contrario al que acaba de expirar.

El puesto de capitán general de Galicia no lo llegó a ocupar porque el Gobierno moderado le acusó de haber participado en un acto en Madrid en el que además del Himno de Riego se había cantado la tonadilla «subversiva» Trágala, y lo desterró a Oviedo. Riego intentó defenderse en las Cortes pero allí los moderados lo acusaron falsamente de «republicanismo». Como ha destacado Juan Francisco Fuentes, «al mito del "héroe de las Cabezas" se añadía así por primera vez el aura de mártir de la libertad». Finalmente el gobierno rectificó y nombró a Riego Capitán general de Aragón y, además, las Cortes aprobaron concederle una pensión de ochenta mil reales por su gesta de Las Cabezas de San Juan, que Riego rechazó tajantemente, mostrando que, como reconoció un su adversario, Antonio Alcalá Galiano, era «desinteresado en cuanto a provechos». Se trasladó el 8 de enero de 1821 a Zaragoza, sede de la Capitanía de Aragón.

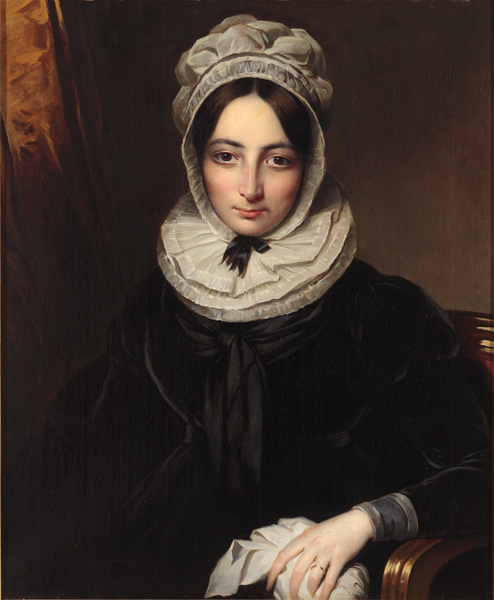
María Teresa del Riego contrajo matrimonio con Rafael del Riego en 1821.

El 4 de septiembre de 1821 el gobierno "moderado" lo destituyó del cargo de capitán general de Aragón, de nuevo bajo la falsa acusación de «republicanismo» —esta vez se habla de que mueve los hilos, nueva versión de las páginas del año anterior—, al descubrirse en Zaragoza una trama republicana dirigida por un turbio personaje de origen francés llamado Cugnet de Montarlot —«un militar francés refugiado en Zaragoza, bastante dado a la megalomanía y al charlatanismo»— con la que Riego nada tenía que ver (se hizo circular la patraña de que al frente de un «ejército ruso» Riego iba a entrar «a degüello» en la ciudad y «hacer volar el santuario donde se venera la Virgen del Pilar»). El 8 de septiembre, cuatro días después de la detención de Montarlot y de la destitución de Riego, se detiene a otro supuesto conspirador, el liberal Francisco Villamor (se le acusa de querer degollar a media Zaragoza para poder proclamar la República). Cuando se conoció la noticia de la destitución de Riego los absolutistas aragoneses lo celebraron con gritos de «¡Muera la Constitución y viva el Cristo de la Orden Tercera!» y «¡Vivan los serviles!» —en Alcañiz se llegó a crear una comuna subversiva antiliberal (y antijudía), pero que duró muy pocos días—. Los liberales "exaltados", por su parte, 
en cuanto supieron que Riego había sido destituido y de que era destinado a Lérida —acogieron la noticia «con rabia y estupor»— se movilizaron. En muchas ciudades hubo manifestaciones de protesta que en Madrid derivaron en graves enfrentamientos el 18 de septiembre (la llamada batalla de las Platerías, por el nombre de la calle donde tuvieron lugar) entre liberales "exaltados" y la Milicia Nacional enviada por el jefe político de la provincia, el general José Martínez de San Martín, apodado por sus detractores Tintín de Navarra, que había prohibido la procesión cívica con el retrato de Riego por ser «estas procesiones desusadas en la nación [y] reprobadas por las leyes» y porque con ella «podría comprometerse la tranquilidad pública». Además Martínez de San Martín había ordenado el cierre de la sociedad patriótica La Fontana de Oro de la que partió la idea de la procesión y la detención de sus propietarios. Riego desde Lérida apeló al rey en demanda de justicia pero no obtuvo respuesta. El 15 de octubre se casó por poderes con su sobrina, María Teresa del Riego y Bustillos, quince años más joven que él.

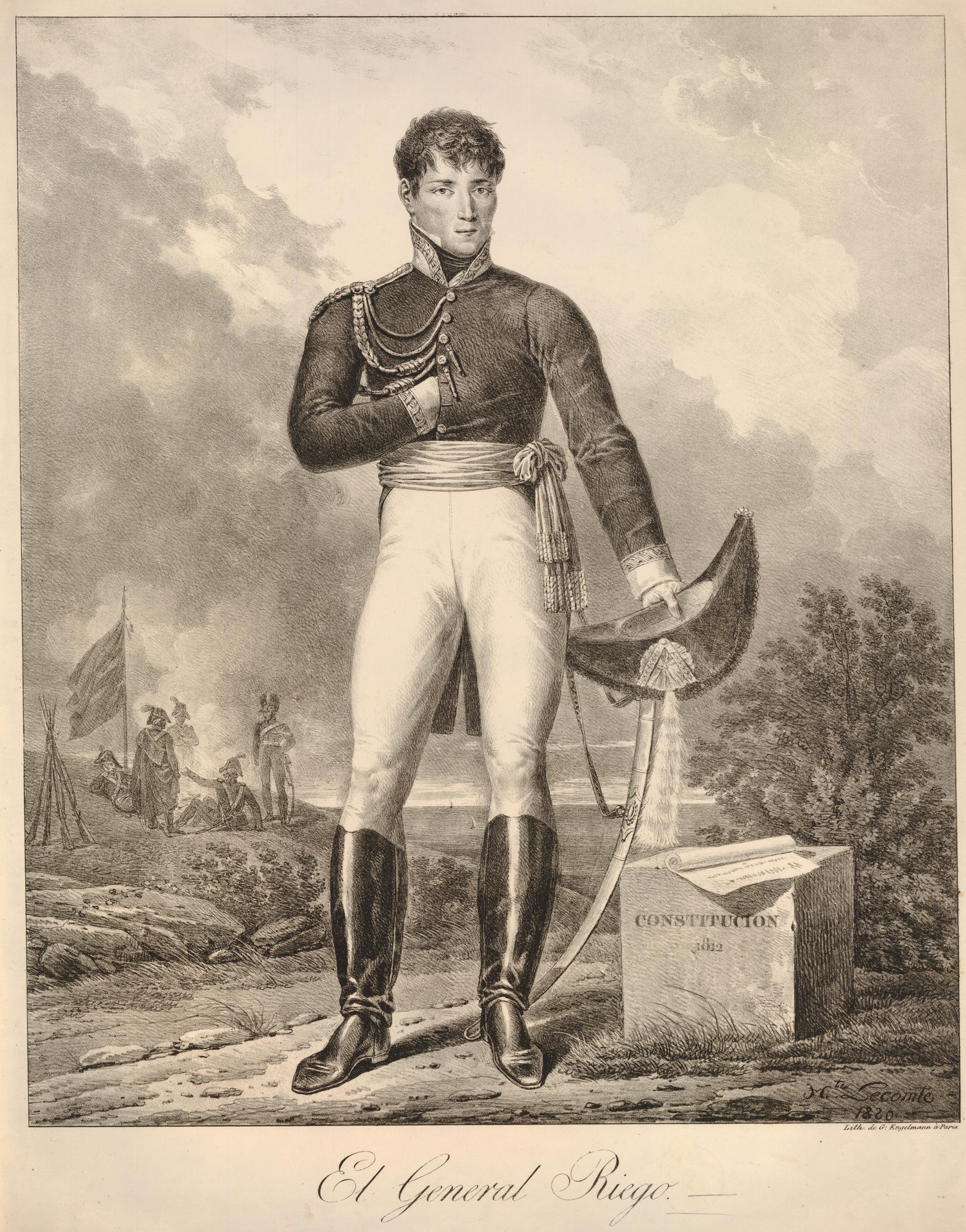
El general Riego (1820), por Hippolyte Lecomte.

A finales de 1821 fue elegido diputado por la circunscripción de Asturias y cuando las Cortes abrieron sus sesiones el 1 de marzo de 1822 fue nombrado presidente de la Cámara (cargo que ostentaría durante un mes). En virtud de ese puesto institucional le correspondió responder al discurso inaugural del rey en el que este hizo una extraña referencia a la posibilidad de una guerra exterior —las revoluciones de Nápoles y del Piamonte ya habían sido aplastadas por las tropas austríacas—. «La escena fue tensa. El héroe de Las Cabezas de San Juan frente al monarca de vocación absolutista, cara a cara, con el pleno de la cámara como testigo. La respuesta del presidente fue breve pero no decepcionó». Riego se refirió a las «maquinaciones repetidas de los enemigos de la libertad» y terminó diciendo que «el poder y grandeza de un monarca consiste únicamente en el exacto cumplimiento de las leyes».
Primero desde la presidencia y luego desde su escaño Riego trabajó por la reconciliación entre los liberales «moderados» y los liberales «exaltados» porque con «nuestra franca y decidida unión podremos contribuir a la consolidación del sistema de una manera irrevocable». Un paso en esa dirección fue la declaración por las Cortes el 7 de abril de 1822 del Himno de Riego como «marcha nacional». Pero en julio los absolutistas intentaron poner fin al régimen constitucional y fracasaron, haciéndose con el gobierno los «exaltados» que habían sido los protagonistas en la derrota de los golpistas. Se extendió entonces la duda de si los moderados habían participado en la conjura, lo que distanció definitivamente a las dos tendencias liberales. Por su parte Riego, a pesar de los llamamientos que recibió por parte de sus seguidores, nunca se salió de su papel constitucional. «Nunca seré el Cromwell de mi Patria», aseguró el poeta Manuel José Quintana que había dicho Riego. «Mis deseos en beneficio de esta desgraciada nación son infinitos, pero yo nada valgo», les contestó Riego en mayo de 1822 a unas damas liberales de Cartagena que le habían escrito pidiéndole, como «padre de la patria por excelencia», que actuara de nuevo, como en Las Cabezas de San Juan.
Tras dejar su escaño como diputado, Riego se dispuso a tomar las armas para hacer frente a las dos amenazas que se cernían sobre el régimen constitucional: una interna, las partidas realistas que habían proclamado la Regencia de Urgel (integrada por el barón de Eroles, el marqués de Mataflorida y el arzobispo de Tarragona); otra externa, la invasión francesa de los Cien Mil Hijos de San Luis, reclamada secretamente a la Santa Alianza por el propio rey Fernando VII, y que comenzó en abril de 1823. Este ejército, a diferencia de lo sucedido en 1808, avanzó hacia el interior de la península sin que se produjera ninguna reacción popular —más bien al contrario: las guerrillas que se formaron lo hicieron para combatir junto a las tropas francesas al ejército constitucional español—. «Riego vivió aquellos meses dramáticos en campaña al frente de sus tropas» y sus principios se mantuvieron inamovibles como lo demostró la proclama que el 18 de agosto de 1823 dirige al tercer ejército de operaciones que concluye con un «¡Viva la Constitución! ¡Viva el rey constitucional! ¡Vivan sus valientes defensores!». Pocos días después la esposa de Riego partía para Inglaterra desde Gibraltar.

### Derrota y ejecución en la horca

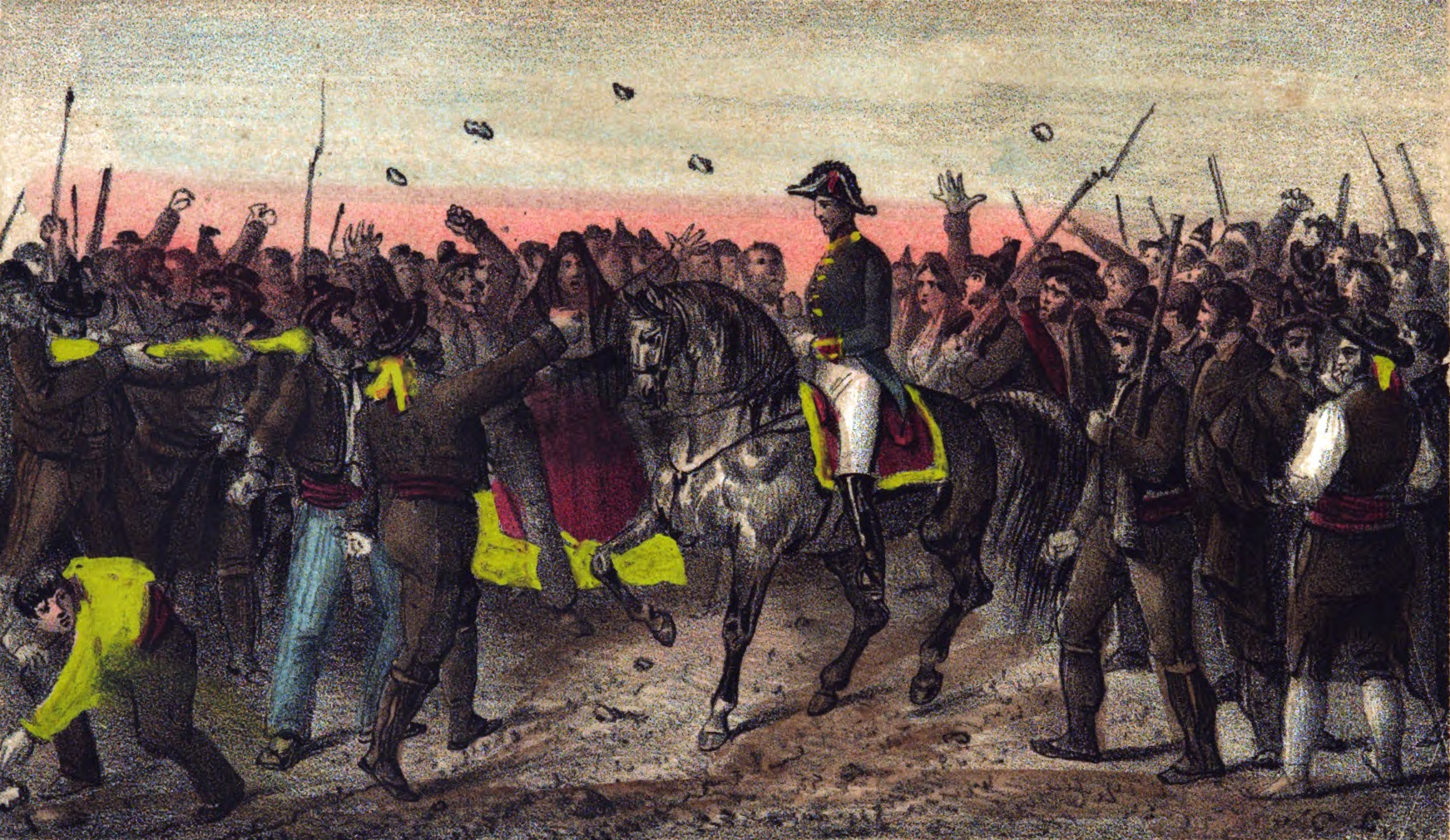
Riego conducido por los realistas a la cárcel de La Carolina (1835).

El 15 de septiembre de 1823 Riego, ya en retirada, era descubierto en un cortijo de la provincia de Jaén —próximo a la localidad de Arquillos— y conducido preso a la cárcel de La Carolina. El comandante militar absolutista cuando dio la noticia del apresamiento de Riego dijo: «¿Será bastante una vida, ni mil que tuviera, para borrar con ella sus atroces crímenes?». El obispo de Jaén celebró un Te Deum para celebrar la captura de Riego.  El 2 de octubre, dos días después de la caída del régimen constitucional, Riego llegaba a Madrid fuertemente custodiado. Durante el viaje desde La Carolina, llevado en un carro encadenado de pies y manos, había sido objeto de todo tipo de vejaciones e insultos. Fue sometido a juicio en el que el fiscal, tras afirmar que para enumerar todos sus «crímenes» «no bastarían muchos días y volúmenes», solicitó la pena de muerte en la horca y descuartizamiento del cadáver, repartiéndose sus miembros por los lugares más emblemáticos de su biografía. El tribunal lo condenó a muerte por un único delito: el «horroroso atentado cometido por este criminal como diputado de las llamadas cortes, votando la traslación del rey nuestro señor y su real familia a la plaza de Cádiz». Vestido con una túnica blanca y sombrero verde y con las manos atadas, fue llevado en la mañana del 7 de noviembre sobre un serón arrastrado por un asno al patíbulo levantado en la plaza de la Cebada. Fue ahorcado, aunque el descuartizamiento finalmente no se produjo. En Tudela, Navarra, el 10 de octubre de 1823 (unos días antes de su ejecución en Madrid) se había hecho una farsa de ajusticiamiento usando un muñeco ataviado con los ropajes del general.
«El suplicio de Riego el 7 de noviembre en la plaza de la Cebada tuvo algo de auto de fe de los viejos tiempos del Santo Oficio: la indumentaria del reo —una especie de saya negra sujeta por una soga en la cintura—, su arrastramiento sobre una estera por las calles hasta el patíbulo, la morbosa expectación de la plebe y el siniestro acompañamiento de unos frailes cuyas exhortaciones "más tenían de pavorosas que de consoladoras". Así lo afirmaría años después el poeta Patricio de la Escosura, testigo de aquel acto, junto a otros jóvenes estudiantes, como José Espronceda, que se juramentaron para vengar algún día la muerte de Riego. Para que no faltara nada, el día siguiente a su ejecución se publicaba en Madrid una supuesta retractación escrita y firmada por él antes de morir. Era un último intento —inútil por lo que pronto se vio— de evitar que el mito sobreviviera al personaje». «A Riego se le aplicó el castigo que se imponía desde el siglo XIII en Castilla y Aragón, como en Francia o Inglaterra, a los reos de traición, esto es, "arrastrar-ahorcar-descuartizar", aunque, parece, no se cumplió la última parte de la sentencia. En su caso se juntaban el ensañamiento de la violencia física y la ejemplaridad del escarnio público en una especie de espectáculo catártico. Se trataba de aniquilar a la vez al hombre y al símbolo de la España constitucional». Sin embargo, «destrozando al ídolo del pueblo, se había fortalecido el mito. La madrileña plaza de la Cebada se incorporaba así a la cartografía urbana del liberalismo español como lugar de memoria de sus luchas, celebraciones y afanes durante el Trienio Constitucional».
Según Josep Fontana, Fernando VII no quiso entrar en Madrid antes de que Riego hubiera sido ajusticiado (fue «su primera venganza personal»). Lo hizo seis días después, el 13 de noviembre, montado en un «carro triunfal» tirado por «24 hombres vestidos a la antigua española y 24 voluntarios realistas». «La carrera estaba brillantísima; por todas partes se veía un inmenso gentío, lleno de gozo y entusiasmo; desde los balcones y ventanas, y hasta en los tejados, nos aclamaban agitando en el aire los pañuelos blancos», dejó escrito el propio rey.

### Rehabilitación
La ejecución de Rafael del Riego, «el Washington español», levantó una ola de indignación en toda Europa. En Londres se propuso erigirle un monumento y el activista John Cartwright dijo que Riego representaba mejor que nadie «la causa común de la humanidad». En Londres residía la esposa de Riego que murió pocos meses después del ahorcamiento de su marido y allí también se encontraba su hermano mayor, el canónigo Miguel del Riego, que sólo regresó a España en 1835 para dar sepultura al cadáver de Rafael. Eso fue posible porque ese año se había producido la rehabilitación del general Riego mediante un decreto de 21 de octubre firmado por la regente María Cristina de Borbón, a instancias del presidente del Gobierno Juan Álvarez Mendizábal, buen amigo de Riego con quien había organizado el pronunciamiento de 1820. Invocando la «sagrada obligación de reparar pasados errores» y la conveniencia, «en estos días de paz y reconciliación para los defensores del Trono legítimo y de la libertad», de borrar «en cuanto sea posible, todas las memorias amargas», la regente decretaba que el general Rafael del Riego fuera «repuesto en su buen nombre, fama y memoria» y que su familia gozara en adelante «de la posición y viudedad que le corresponda según las leyes..., bajo la protección especial de mi amada Hija Dª Isabel II y durante su menor edad, bajo la mía».

## Legado

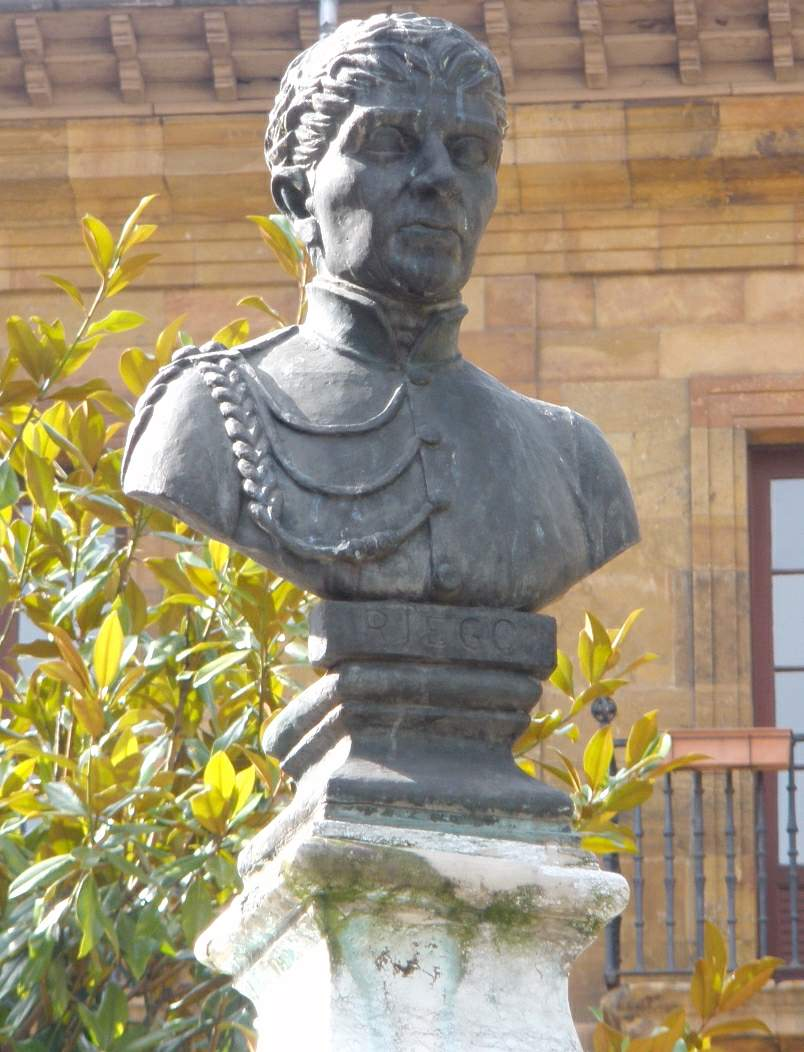
Monumento a Riego en Oviedo.

Rafael del Riego pervivió en la memoria popular como un héroe mítico de la lucha por la libertad; la marcha que tocaban sus tropas durante los hechos de 1820, llamada popularmente Himno de Riego, siguió sonando como himno revolucionario a lo largo del siglo XIX y fue adoptado como himno nacional de España durante la Segunda República (1931-39). Riego ha quedado así como uno de los grandes defensores de las libertades civiles en España, convirtiéndose en el mártir por excelencia de la represión política ejercida por el absolutismo. El retrato de Riego se exhibe en las Cortes Generales junto con otros cuadros alusivos a personajes y acontecimientos liberales, como la Jura de la Constitución de 1812. Como ha destacado Juan Francisco Fuentes, «desde el liberalismo progresista del siglo XIX hasta el anarcosindicalismo y el comunismo en el siglo XX, pasando, claro está, por el republicanismo, el general Riego ha nutrido un abigarrado universo de símbolos y sentimientos de la izquierda republicana y obrera y de la democracia española en general».
Su mito también se extendió fuera de España. Un año después de su muerte el exiliado liberal español Félix Mejía publicaba en Filadelfia No hay unión con los tiranos, morirá quien lo pretenda, o sea: la muerte de Riego y España entre cadenas. También en 1824 el gran poeta ruso Alexander Pushkin le dedicaba un poema a Riego, mientras que en una librería del centro de Moscú se exhibían los retratos de Riego y de Antonio Quiroga. En 1825 se estrenaba en Londres la tragedia de H.M. Milner titulada Spanish Martyrs or Death of Riego!. A principios de ese mismo año la Gazetta di Genova daba la noticia de que un tambor mayor del ejército español estaba siendo juzgado por haber hecho tocar el Himno de Riego a la banda de su regimiento «y eso en pleno día». El mismo periódico informaba dos meses después de que había sido condenado a la pena capital un hombre por haber gritado «muerte al rey, a sus ministros, a la reina y viva Riego». Victor Hugo mencionó a Riego en Les Misérables.
Una de las pocas valoraciones negativas de Riego fue la del escritor Benito Pérez Galdós que dio credibilidad a la supuesta retractación de Riego antes de morir —sin que existiera ninguna prueba de que fuera auténtica— en su novela El terror de 1824:

Un noble morir habrá dado a su figura el realce histórico que no pudo alcanzar en tres años de agitación y bullanga… La retractación del héroe de las Cabezas fue una de las más ruidosas victorias del bando absolutista… Aquel hombre famoso, el más pequeño de los que parecen injeridos sin saber cómo, en las filas de los grandes, mediano militar y pésimo político, prueba viva de las locuras de la fama y usurpador de una celebridad que habría encuadrado mejor a otros caracteres y nombres condenados hoy al olvido, acabó su breve carrera sin decoro ni grandeza

Por su parte el historiador español Juan Francisco Fuentes ha realizado la siguiente valoración del mito del general Riego:

La magnitud que alcanzó el mito del "héroe de las Cabezas" no está en proporción a su clarividencia histórica, sino a su heroísmo, a su abnegación y a su martirio. Sin ese dramatismo del personaje no se entendería la dimensión simbólica que ha tenido a lo largo de nuestra historia contemporánea.

Los historiadores Ángel Bahamonde y Jesús Antonio Martínez han destacado que Riego «pasó a convertirse en el primer gran héroe de la revolución y a quedar asociado con el ideal liberal. Personaje mítico que capitalizaría las señas de identidad del impulso liberal a través de múltiples expresiones populares, como el himno, y que pasaría al acervo de la cultura liberal y de las revoluciones posteriores».